# Bitvy v Narnii
Bitvy v Narnii popisují fiktivní bitvy ze sedmidílného fantasy cyklu pro děti Letopisy Narnie od britského spisovatele Clive Staples Lewise.

## Bitva U Beruny
Bitva u Beruny byla bitva, ve které figurovaly děti Pevenseiovi poté, co zemřel jejich vůdce Aslan.
Nejdříve zaútočila Jadis, ovšem první vlna bojovníků byla odražena sevřenou formací kentaurů podporovanou griffy. Druhá vlna byla zdržena Edmundovými lučištníky, dokud se do boje nezapojila sama Jadis. Dokázala zdolat zápalné šípy a pak se projevila výhoda počtu a síly magie. Petrovi lidé byli snadno pobiti a při ústupu byl on sám sražen, a aby ho zachránili, vrhli se někteří další vojáci proti Jadis. Byla ale v souboji s Oreiem mrštnější a on pak zkameněl. Edmund do situace zasáhl a přeťal jí kouzelné kopí, ale Jadis ho probodla. Pak se ale karta obrátila a znovuzrozený Aslan přišel s posilami, které si už poradily. Do souboje mezi Petrem a Jadis pak zasáhl Aslan a Jadis zabil. Poté, co zemřela jejich vůdkyně, se její zbývající vojáci vzdali.

## Bitva o Archeland
Bitva o Archeland byla velmi krátkou bitvou, která trvala jen pár hodin. Rabadašovi šlo o to, aby získal svou snoubenku královnu Zuzanu, která před ním uprchla z Karlomenu. Anvard měl být taktickou pozicí klíčovou pro poražení Narnie.
Rabadaš se svými muži napadl Anvard beranidlem. Nedokázali je zlomit ani archelandští lučištníci, kteří po nich stříleli. Pak Kor doběhl do Narnie, kde prozradil Edmundovi, že Karlomenci útočí. Narniané na Rabadašovi muže vypustili šelmy, takže ti nemohli nasednout na koně a jet bojovat. Opustili beranidlo a začali bojovat. Byli však zatlačeni k hradu, kde se kryli navzájem, pak ale vyjeli z hradu Archelanďané. Poté, co padl poslední generál, se zbývající bez dalšího odporu vzdali. Byli vsazeni do vězení a Rabadaš zajat. Poté začal všechny urážet a tak ho Aslan proměnil. Poté Rabadaš uprchl.

## Bitva u kamenného stolu
Bitva za svobodu se odehrála během vlády Miráze.
Nejdříve se to mělo vyřešit soubojem mezi Petrem a Mirázem, ale telmarský šlechtic Glozzele zradil Miráze a tak se bitva rozeběhla. Zpočátku měli navrch Telmařané, ale Narniané později vedli díky znalosti terénu a skvělé přípravě. Poté se do boje připojily i Dryády a Telmařané začali prchat. Doběhli pouze k zbořenému mostu a poté se vzdali.

## Bitva o Mirázův hrad
Tato bitva byla pouze ve filmu.
Byl to plán nejvyššího vládce Petra Vznešeného na získání svobody pro Narnijský národ. Plán spočíval v tom, že chtěli zaútočit dřív než Telmařané. Plán nevyšel, neboť princ Kaspian X. byl od začátku proti a v důležitém okamžiku zklamal. Místo aby čekal u brány, jak bylo v plánu, šel si vyřídit účty se svým strýcem lordem Mirázem. Při útěku zahynulo mnoho bojovníků.